# الفتخاء
الفَتْخَاء أو الغِرفين أو الشيردال حيوان أسطوري له جسم أسد، ورأس وجناحي عقاب، استخدم الأوربيون صوره وقصصه كثيرا في تراثهم ورمزا لأسرهم ومؤسساتهم ودولهم. استخدموه في العمارة في منشآتهم الدينية والمدنية والعسكرية. يماثله أيضا أبو الهول، ولكن الفرق أن رأس أبو الهول رأس إنسان وجسمه جسم أسد.

## معرض صور

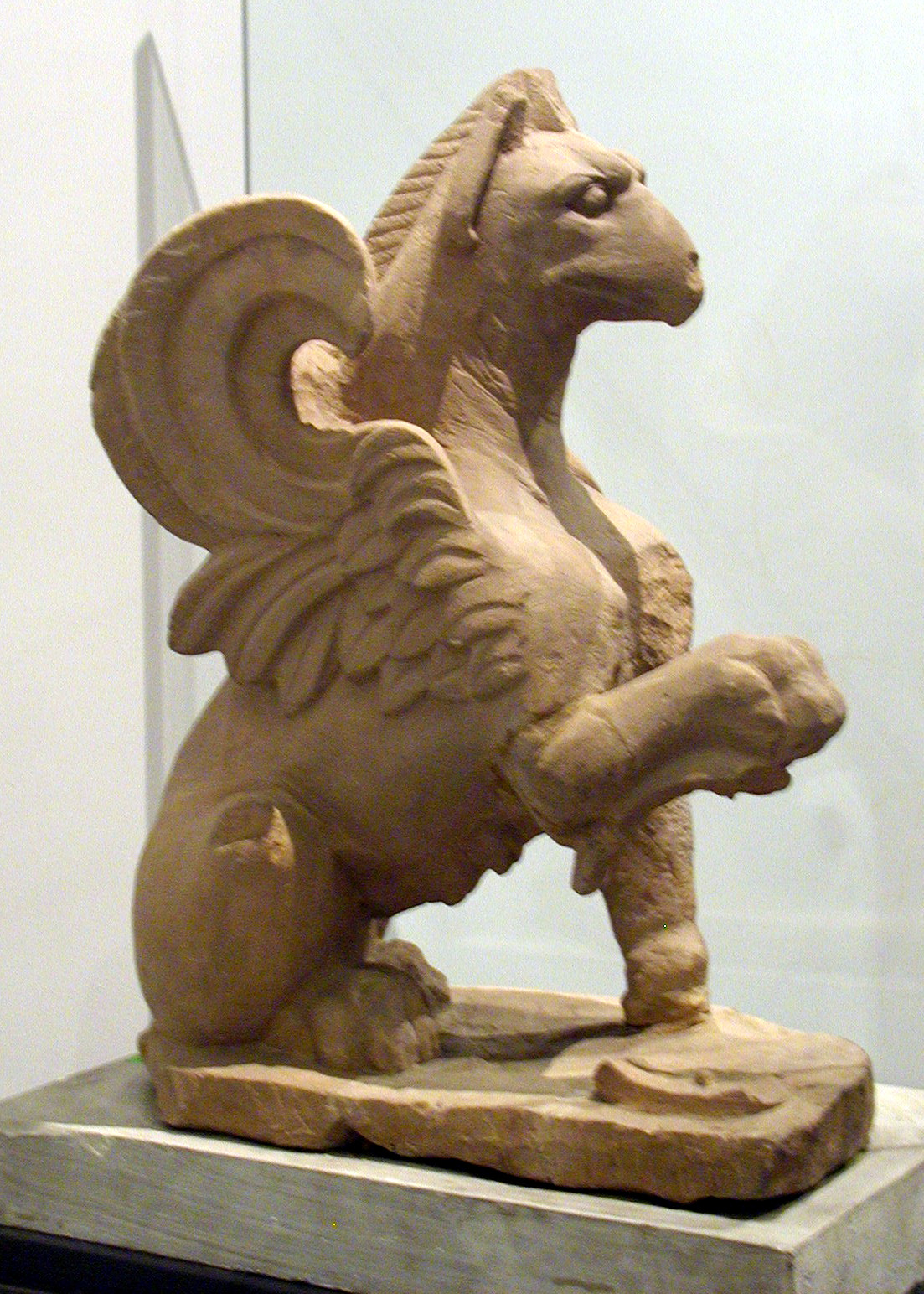
تمثال غرفين عُثِر عليه في سقارة (مصر)
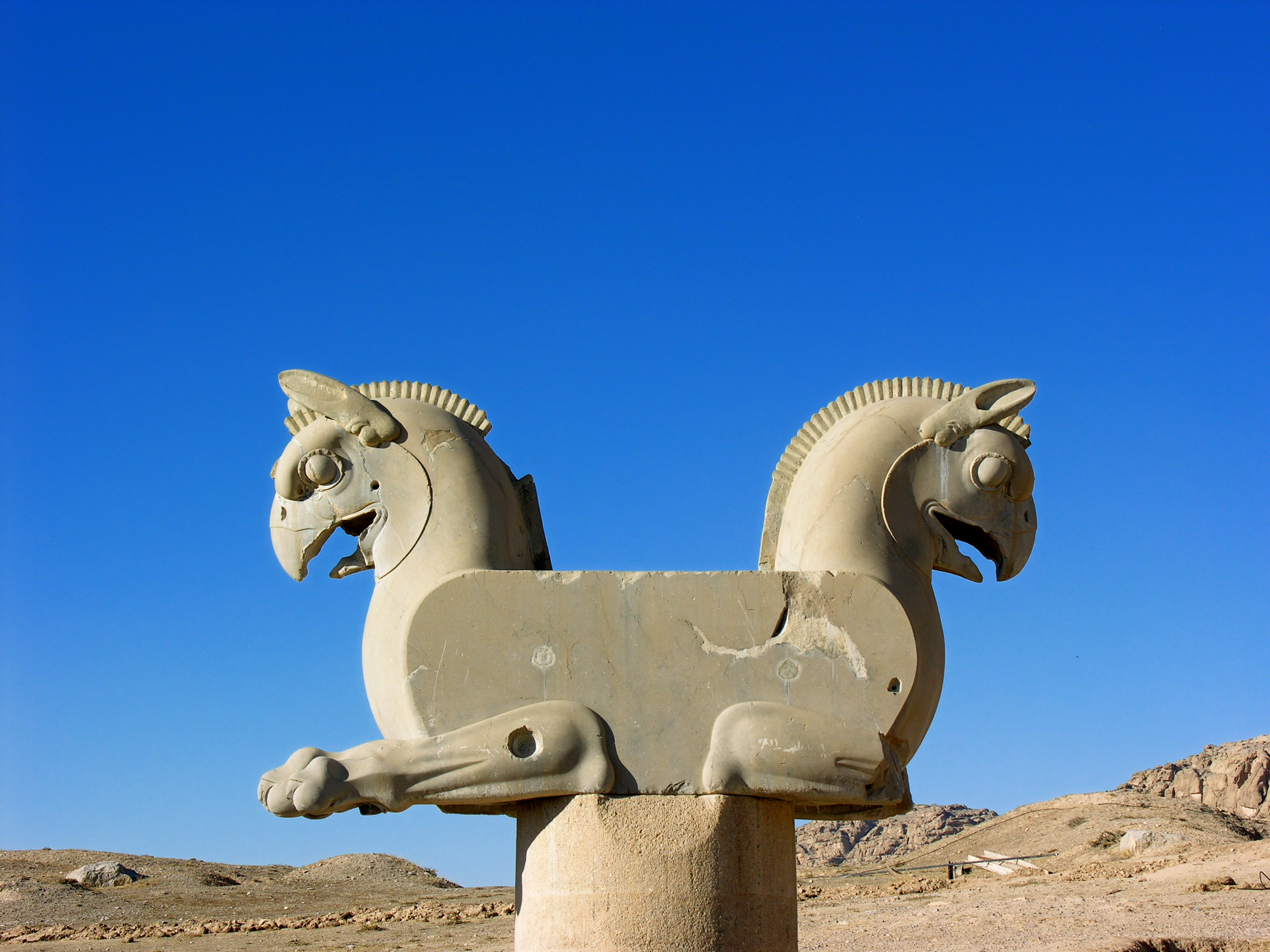
غرفين أخميني في برسيبوليس
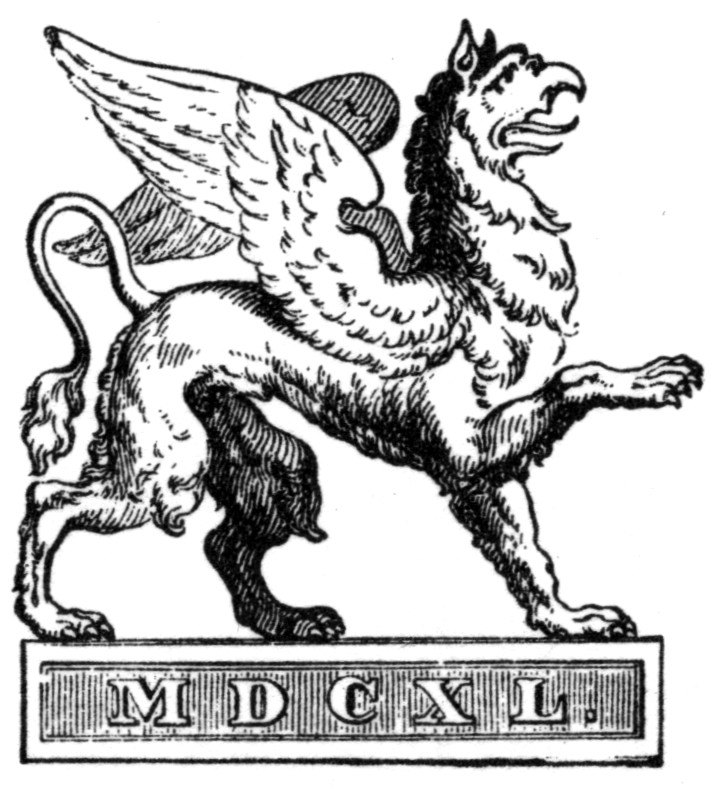
الفتخاء
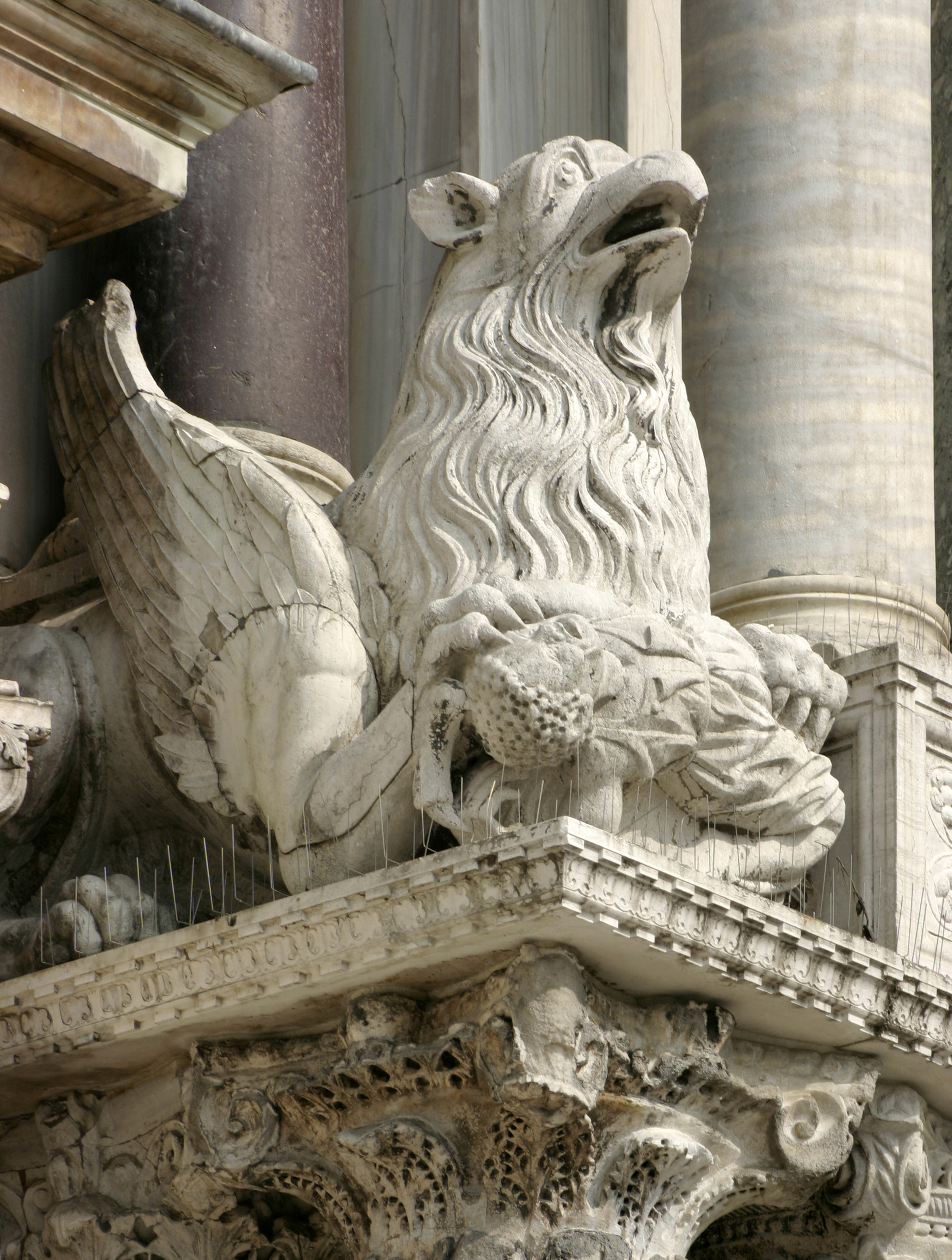
تمثال الفتخاء بمدينة البندقية (إيطاليا)
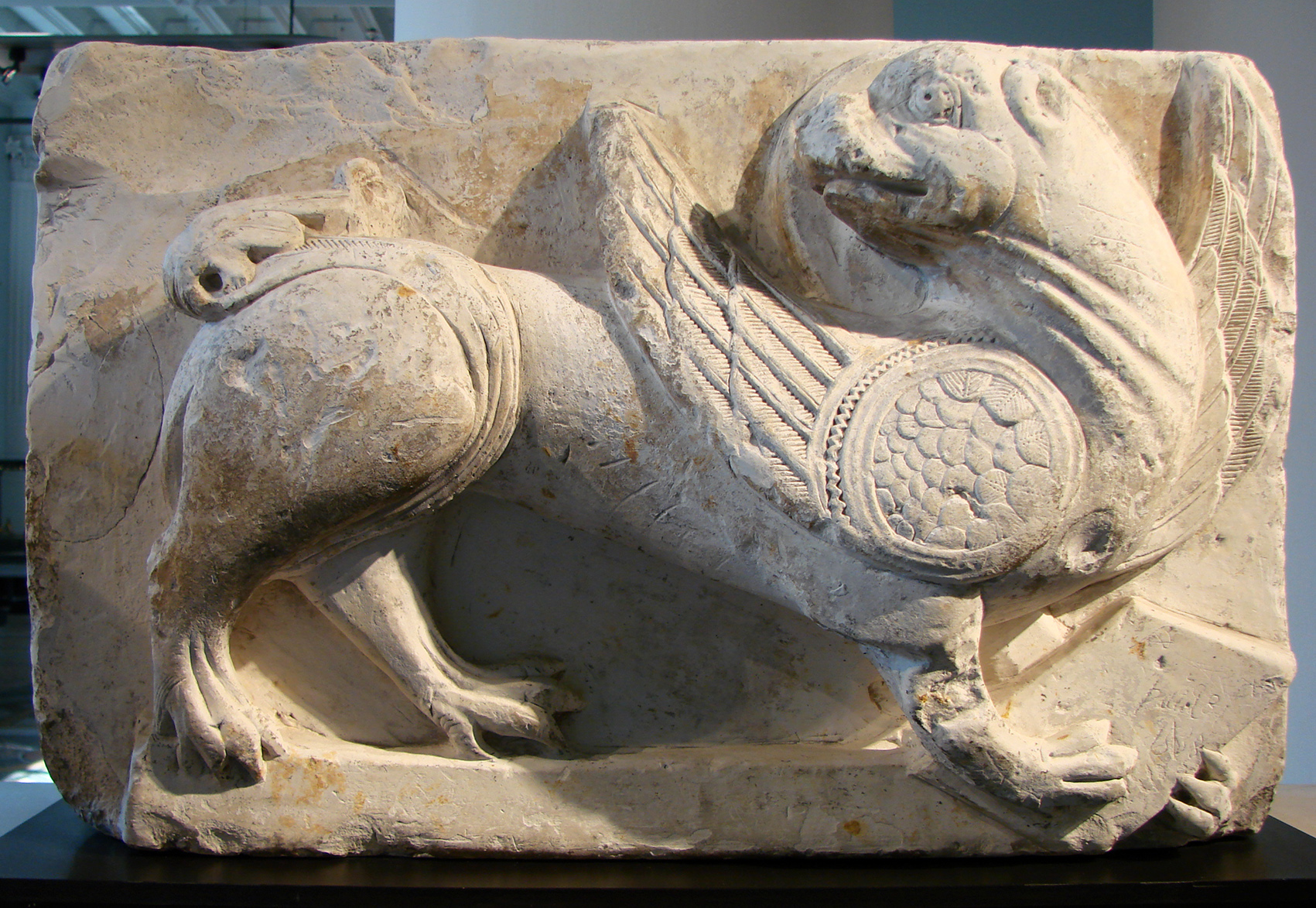
نصب الفتخاء بمتحف بيكاردي (فرنسا)
شعار مدينة روستوك (ألمانيا) حيث تظهر الفتخاء
شعار إمبراطورية النمسا-المجر (1915-1918) حيث تظهر الفتخاء على اليسار